# Лариса Олійник
Лари́са Олійник (англ. Larisa Oleynik; нар. 7 червня 1981, Санта-Клара, Каліфорнія, США) — американська акторка українського походження. Підліткова зірка 1990-их років.

## Життєпис
Батько акторки Роман Олійник — українець, мати Лоррейн Аллен — американка.
Знімалась у головній ролі в телесеріалі «Таємний світ Алекс Мак», кінострічках «Третя скеля від Сонця», «Десять рис, які я ненавиджу в тобі». Знялась в одному епізоді серіалу «Малкольм у центрі уваги».
У 1997 році читачі журналу «People» назвали Ларису Олійник найкрасивішою дівчиною Америки.

## Фільмографія
| Рік       |    | Українська назва                             | Оригінальна назва                             | Роль                              |
| --------- | -- | -------------------------------------------- | --------------------------------------------- | --------------------------------- |
| 1993      | с  | Доктор Квінн. Жінка-лікар                    | Dr. Quinn, Medicine Woman                     | Сьюзі                             |
| 1993      | тф |                                              | River of Rage: The Taking of Maggie Keene     | Ґейл Кін                          |
| 1994      | мф | Принцеса-лебідь                              | The Swan Princess                             | юна Одетта                        |
| 1994—1998 | с  | Таємний світ Алекс Мак                       | The Secret World of Alex Mack                 | Алекс Мак                         |
| 1995      | с  | Пригоди Піта і Піта                          | The Adventures of Pete & Pete                 | медсестра                         |
| 1995      | ф  | Клуб няньок                                  | The Baby-Sitters Club                         | Дон Шафер                         |
| 1996—1998 | с  | Хлопець пізнає світ                          | Boy Meets World                               | Дана Pruitt                       |
| 1998—2000 | с  | Третя планета від Сонця                      | 3rd Rock from the Sun                         | Алісса Струдвік                   |
| 1999      | ф  | 10 речей, які я в тобі ненавиджу             | 10 Things I Hate About You                    | Б'янка Стретфорд                  |
| 2000      | ф  | Прийшов час потанцювати                      | A Time for Dancing                            | Джуліана «Джулс» Майклз           |
| 2000      | ф  | 100 дівчат і одна в ліфті                    | 100 Girls                                     | Венді                             |
| 2001      | ф  | Американський музикант                       | An American Rhapsody                          | Марія у віці 18 років             |
| 2003      | ф  | Той, що приносить дощ                        | Bringing Rain                                 | Ori Свордс                        |
| 2005      | с  | Малкольм у центрі уваги                      | Malcolm in the Middle                         | штаб-сержант Еббі Такер           |
| 2006      | с  | Пеппер Денніс                                | Pepper Dennis                                 | Бріанна                           |
| 2006      | ф  | Мрії папи                                    | Pope Dreams                                   | Меґґі Венейбл                     |
| 2007      | ф  |                                              | Relative Obscurity                            | Клер                              |
| 2008      | ф  | Прибульці в Америці                          | Aliens in America                             | Зої                               |
| 2008      | ф  |                                              | Broken Windows                                | Сара                              |
| 2008      | в  |                                              | Together Again for the First Time             | Бренда                            |
| 2009      | кф |                                              | I Have It                                     | Емілі                             |
| 2009      | с  | Без сліду                                    | Without a Trace                               | Ліза Міллер                       |
| 2009      | с  | Ясновидець                                   | Psych                                         | Віллоу Гімблі / Шон Спенсерс Гал  |
| 2010      | тф |                                              | Backyard Wedding                              | Рене                              |
| 2010      | с  | Божевільні                                   | Mad Men                                       | Синтія Бакстер                    |
| 2011      | с  | Гаваї 5.0                                    | Hawaii Five-0                                 | Дженна Kaye                       |
| 2012      | ф  | Атлант розправив плечі: Частина 2            | Atlas Shrugged: Part II                       | Шеріл Брукс                       |
| 2012      | с  | Майк і Моллі                                 | Mike & Molly                                  | Еллісон                           |
| 2012      | с  | Все законно                                  | Fairly Legal                                  | офіцер Ґлацкі                     |
| 2012—2014 | с  | Милі ошуканки                                | Pretty Little Liars                           | Меґґі Катлер                      |
| 2012      | мф | Клуб Вінкс: Таємниця загубленого королівства | італ. Winx Club: Il segreto del Regno Perduto | Айсі                              |
| 2012      | мф | Клуб Вінкс: Чарівна пригода                  | італ. Winx Club — Magica Avventura            | Айсі                              |
| 2012—2014 | мс | Клуб Вінкс: Школа чарівниць                  | Winx Club                                     | Айсі / різні                      |
| 2013      | мс | Американський тато!                          | American Dad!                                 | супер гаряча дівчина              |
| 2014      | ф  | Джезабель                                    | Jessabelle                                    | Сем                               |
| 2014      | мс | Робоцип                                      | Robot Chicken                                 | Алекс Мак / Гепард / однокласниця |
| 2014      | с  | Екстант                                      | Extant                                        | Філіпс                            |
| 2016      | с  | Закон і порядок: Спеціальний корпус          | Law & Order: Special Victims Unit             | Ліззі Бауер                       |
| 2023      | с  | Ерін і Ерон                                  | Erin & Aaron                                  | Сильвія                           |